# 修允
修 允（しゅう いん、? - 279年）は、中国三国時代の呉の武将。「脩允」とも呼ばれる。父は修則、兄弟に修湛。揚州臨川郡の人。

## 生涯
父の修則は、宝鼎3年（268年）、呉の前部督に任命され、交州刺史劉俊・荊州刺史顧容らと共に交阯で暴れている反乱軍を討伐しに行き、交阯郡の都城で西晋の交阯太守楊稷と連続して3度にわたって戦ったが打ち負かされ、鬱林・九真の両郡も呉から離反して西晋に属する事となった。その後、楊稷は牙門将の毛炅・董元に顧容軍の駐屯している合浦郡を攻めさせ、両軍は合浦にある古城で交戦し、呉軍は大敗して修則は劉俊と共に戦死した。一説には、毛炅に斬られたという。
建衡3年（271年）、修允は大都督薛珝・交州刺史陶璜らの交阯郡を征伐する軍に付いていき、修允は常に父の仇の毛炅を殺そうとしていたが、陶璜に止められていた。毛炅はこの事について不安に感じて、先手を打って陶璜に人を派遣して修允を始末するように頼んだが、その計略は陶璜に結果的にばれてしまい、毛炅は再度城に籠る事となった。陶璜軍の攻撃により城が落ちると、毛炅は降伏することを拒絶し、大声で呉軍を罵倒した。修允が毛炅の腹を切り裂いて腸を引きずり出しても、毛炅の罵倒は止まらなかったという。呉軍が西晋から交州を取り戻した後、修允は合浦太守に任じられた。
天紀3年（279年）、修允は桂林太守に任じられたが、修允は病気で広州を動けず、代わりに配下の郭馬に500の兵を持たせて桂林に派遣し、少数民族の慰撫に当たらせた。その後修允は病死したという。
修允死後、修允の軍は合浦・桂林で他の軍に分割して編入することになったが、修允の部曲は何世代も仲間を共にしてきたため、軍を分割されるのを嫌がった。また、呉帝孫晧が広州の人口を調べて厳しい政治を行おうとしたため、郭馬ら修允の部下たち(何典、王族、呉述、殷興など)は反乱に及び、それが元で呉の滅亡に繋がったという。
　